# Attributionstheorien
Attributionstheorien sind allgemeine Ansätze der Psychologie, die beschreiben, wie Individuen Informationen nutzen, um kausale Erklärungen für Verhaltensweisen von Menschen vorzunehmen.
Der Begriff ist zu unterscheiden von Kausaltheorien; das sind Laienerklärungen für die Ursachen von Gefühlen und Stimmungen.
Als Attributionsstile bezeichnet man dabei „habituelle Voreinstellungen im Hinblick auf die Zuschreibung von Ursachen für bereits eingetretene Ereignisse“ – woraus sich auch bestimmte Erwartungen ergeben können.

## Heider
Fritz Heider legte mit seinem Hauptwerk The psychology of interpersonal relations (1958) die Grundlage aller Attributionstheorien, indem er als Erster zwischen internen und externen Attributionen unterschied. Menschen seien „naive Wissenschaftler“ oder „Alltagspsychologen“, die sich das Verhalten anderer aufgrund lückenhafter Informationen zu erklären versuchten. Gelangt man zu dem Schluss, dass die Ursache des Verhaltens in der handelnden Person selbst liegt, also an seinem Charakter, seinen Überzeugungen oder anderen überdauernden Persönlichkeitseigenschaften, nennt er dies interne Attribution. Glaubt man jedoch, die Situation habe das Verhalten verursacht, spricht er von externer Attribution. Heider war überzeugt davon, dass wir zu oft intern und zu selten extern attribuieren, was Lee Ross später pointiert als fundamentalen Attributionsfehler bezeichnete.

### Attributionsstil und Partnerschaft
Nach Studien von Frank Fincham und Mitarbeitern gibt es einen Zusammenhang zwischen dem Gelingen einer Partnerschaft und dem persönlichen Attributionsstil: In glücklichen Ehen fand er signifikant häufiger eine dispositionale, also auf Persönlichkeitseigenschaften beruhende Ursachenzuschreibung von angenehmen Verhaltensweisen des Partners, während negative Verhaltensweisen des Partners eher situativ, also externen Umständen geschuldet, begründet wurden. In unglücklichen Ehen war es genau umgekehrt.

## Kelleys Kovariationsprinzip

Veranschaulichung der Attributionstheorie nach Harold Kelley

Laut dem Kovariationsprinzip von Harold Kelley analysiert der Mensch objektiv und logisch drei Informationen, um zu einer internen oder externen Attribution zu gelangen. Zunächst fragt er nach der Konsistenz des Verhaltens, also ob das Verhalten des Akteurs in ähnlichen Situationen über verschiedene Zeitpunkte hinweg auftritt und nicht etwa nur eine Ausnahme darstellt. Die Konsistenz ist hoch, wenn das Verhalten über verschiedene Zeitpunkte hinweg auftritt, und gering, wenn das Verhalten nur zu wenigen Zeitpunkten auftritt. Liegt Konsistenz, also ein Verhaltensmuster vor, hängt die interne oder externe Attribution von zwei Faktoren ab:
- Konsensus: Beschreibt, wie sehr auch andere Personen in derselben Situation in gleicher Weise reagieren wie der Akteur. Der Konsensus ist hoch, wenn viele andere Personen ähnlich reagieren und niedrig, wenn wenige andere Personen so reagieren.
- Distinktheit: Beschreibt, ob das Verhalten eine Reaktion auf einen spezifischen Stimulus ist. Die Distinktheit ist hoch, wenn sich die Person nur in wenigen Situationen so verhält, und niedrig, wenn sich die Person auch in vielen anderen Situationen so verhält.

Kelley nimmt an, dass der Mensch diejenigen Ursachen für ein Verhalten verantwortlich macht, die mit dem Verhalten kovariieren (s. Tabelle):
|                                 | Konsensus         | Distinktheit      | Konsistenz |
| ------------------------------- | ----------------- | ----------------- | ---------- |
| Interne Attribution (Akteur)    | niedrig           | niedrig           | hoch       |
| Externe Attribution (Situation) | hoch              | hoch              | hoch       |
| Ausnahme                        | hoch oder niedrig | hoch oder niedrig | niedrig    |
- Bei niedriger Konsistenz wird das Verhalten des Akteurs als Ausnahme eingestuft.
- Bei hoher Konsistenz wird wie folgt unterschieden:
  - niedriger Konsensus und niedrige Distinktheit führt zu interner Attribution (die Ursache des Verhaltens läge im Akteur)
  - hoher Konsensus und hohe Distinktheit führt zu externer Attribution (die Ursache des Verhaltens läge in der Situation)[7]

Beispiel:

Jemand gibt in einem Restaurant ein hohes Trinkgeld.

Um entscheiden zu können, warum die Person das tut, benötigt das zuschreibende Individuum weitere Informationen, nämlich
- ob diese Person regelmäßig hohe Trinkgelder gibt (falls nicht, war dies eine Ausnahme), falls ja:
- ob auch andere Gäste hohe Trinkgelder geben und
- ob die Person nur in ganz bestimmten Situationen hohe Trinkgelder gibt.

Die Auswertung dieser Informationen liefert die gewünschte Kausalitätszuschreibung. Gibt die Person in vielen Situationen hohe Trinkgelder (niedrige Distinktheit) und geben andere Gäste keine hohen Trinkgelder (niedriger Konsensus), liegt die Ursache für das Verhalten höchstwahrscheinlich in der Person. Ist es hingegen so, dass die Person nur in diesem Restaurant regelmäßig hohe Trinkgelder gibt und andere Personen dasselbe tun, ist vermutlich das Restaurant die Ursache des Verhaltens.
Viele Studien haben Kelleys Theorie bestätigt. allerdings werden Konsensusinformationen schwächer gewichtet als die beiden anderen. Stehen Teile der benötigten Informationen nicht zur Verfügung, werden sie durch Vermutungen ersetzt. Dass einem Handelnden mehr Distinktheits- und Konsistenzinformationen zur Verfügung stehen als einem Beobachter, trägt zur Akteur-Beobachter-Divergenz bei.

## Seligman
Martin Seligman, bekannt für seine Theorie der erlernten Hilflosigkeit, erweiterte Heiders Modell um zwei Dimensionen, um die Entstehung von Depressionen zu erklären. Neben „intern vs. extern“ unterscheidet er Ursachen, die „stabil vs. variabel“ und „generell vs. spezifisch“ sind.
Beispiel: Wie erkläre ich mir, dass ich bei einer Prüfung durchgefallen bin?
|            | intern                                       | intern                                       | extern                              | extern                                                   |
| stabil     | variabel                                     | stabil                                       | variabel                            |                                                          |
| generell   | Ich bin unfähig, Prüfungen zu bestehen.      | Ich bin immer zu schlecht vorbereitet.       | Prüfer verlangen immer zu viel.     | Ich hatte Pech und habe schwere Prüfungsfragen bekommen. |
| spezifisch | Das Prüfungsthema war zu schwierig für mich. | Ich habe für diese Prüfung zu wenig gelernt. | Dieser Prüfer war zu anspruchsvoll. | Auf diese Prüfungsfragen war ich nicht vorbereitet.      |

Laut Seligman fördert ein bestimmter Attributionsstil die Entstehung von Depressionen, nämlich negative Erlebnisse als intern, stabil und generell verursacht anzusehen:
- Intern: Sie sehen (in) sich selbst als das Problem und nicht äußere Umstände.
- Stabil: Sie sehen das Problem als unveränderlich und nicht als vorübergehend.
- Generell: Sie sehen das Problem als allgegenwärtig und nicht auf bestimmte Situationen begrenzt.

Versagen in Leistungstests extern, variabel und spezifisch zu attribuieren, ist hingegen ein Zeichen für Resilienz.

## Weiner
Ähnlich wie Seligman hat auch Bernard Weiner, der hauptsächlich über Leistungsmotivation geforscht hat, ein dreidimensionales Klassifikationssystem entwickelt, in das sich Ursachen für Erfolg oder Misserfolg einordnen lassen:
- Lokation / Lokus (interne vs. externe Ursachen)
- Stabilität (stabile vs. variable Ursachen)
- Kontrollierbarkeit (kontrollierbare vs. unkontrollierbare Ursachen)

Dabei wird insbesondere die Stabilitätsdimension für Erwartungsänderungen verantwortlich gemacht. Relativ stabile Ursachen führen zu der Erwartung, dass vergangene Leistungsergebnisse auch in der Zukunft wieder erbracht werden, während instabile Ursachen darauf hindeuten, dass sich zukünftige Ergebnisse von vergangenen unterscheiden können.
Die Dimension der Kontrollierbarkeit dagegen wird insbesondere mit der Bewertung anderer Personen in Zusammenhang gebracht. So führt eine Attribution auf besondere Anstrengung in der Regel zu einer hohen Belohnung, während eine Attribution auf Faulheit zu einer Abwertung der Person führen kann.
Die Lokationsdimension wird insbesondere mit den emotionalen Auswirkungen von Attributionen in Zusammenhang gebracht. So kann eine Attribution auf Behinderung durch andere zu Aggressionen, eine Attribution auf eigene Leistung dagegen zu einem Schuld- oder geringerem Selbstwertgefühl führen.
Beispiel (s. Tabelle): Mögliche Ursachen für Erfolg und Misserfolg in einer Prüfung.
|                  | internal | internal               | external                                     | external                                   |
|                  | stabil   | instabil               | stabil                                       | instabil                                   |
| unkontrollierbar | Begabung | Konzentrationsvermögen | Aufgabenschwierigkeit                        | Glück oder Zufall                          |
| kontrollierbar   | Wissen   | Anstrengung            | dauerhafte Ressourcen (Hilfe eines Freundes) | temporäre Ressourcen (Hilfe eines Fremden) |

Neben ihrer Hauptanwendung im Bereich der Leistungsmotivation spielt die attributionale Theorie des Verhaltens auch in anderen Bereichen eine Rolle. Bernard Weiner postulierte unter anderem, dass die Bereitschaft zur Hilfeleistung unter anderem davon abhängig sei, inwieweit die hilfsbedürftige Person ihre Notlage selbst zu verantworten hat, wobei sich Verantwortlichkeit seiner Meinung nach, aus drei Faktoren ergibt:
- der kausalen Beziehung zwischen einer Ursache und der Handlung, die zur Hilfsbedürftigkeit führte,
- der Kontrollierbarkeit dieser Handlung,
- mildernden Umständen, wie beispielsweise Drogeneinfluss, der zu ebendieser Handlung geführt hat.

Die Emotionen der Person, die potenziell Hilfe leisten könnte, spielt hier eine entscheidende Rolle, da sie eine vermittelnde Funktion zwischen Kognition und Handlung haben. Die Wahrscheinlichkeit dem Betroffenen zu helfen steigt, wenn Mitleid für diesen empfunden wird, und sinkt, wenn Ärger über die Situation empfunden wird, in die sich der Betroffene manövriert hat. Mitleid mit einer Person wird insbesondere dann empfunden, wenn sie eine missliche Lage nicht selbst zu verantworten hat. Ärger wird hingegen empfunden, wenn die Hilfsbedürftigkeit der Person als selbst generiert empfunden wird. Es existiert nach Weiner dementsprechend kein direkter kausaler Zusammenhang von der subjektiven Verantwortlichkeit auf die Bereitschaft, Hilfe zu leisten, da sich empfundene Emotionen entweder hemmend oder fördernd auf die Hilfsbereitschaft auswirken. Analog hierzu lässt sich mit diesem Sequenzmodell auch das Verhältnis erklären, in dem Kognition, Emotion und aggressives Verhalten zueinander stehen.
Weitere Bereiche, in denen die Theorie eine Rolle spielt, sind Einsamkeit, Depressionen, erlernte Hilflosigkeit und Entscheidungen von Bewährungskommissionen im Strafvollzug.

## Heckhausen
Laut Heinz Heckhausen können verschiedene Geschehnisse verschieden attribuiert werden, also durch verschiedene Gründe erklärt werden,
- global: allgemein („alle hassen mich“);
- spezifisch: eine Person oder Sache betreffend („dieser Lehrer hasst mich“);
- stabil: es ist immer so („mein ganzes Leben …“);
- variabel: heute, veränderlich;
- intern: meinetwegen, in mir, von mir ausgehend, Grund liegt in meiner Person;
- extern: von außen, die Umgebung betreffend, Grund liegt nicht in meiner Person.

Wenn man gute Erfahrungen immer intern und schlechte immer extern attribuiert, kann es sein, dass man an Größenwahn leidet.
Menschen mit Depressionen neigen dazu, gute Erfahrungen immer extern und schlechte immer intern zu attribuieren.
Wenn man gute Erfahrungen eher intern und negative Erfahrungen eher extern attribuiert, kann dies für ein gutes Selbstvertrauen förderlich sein.

## Theorie korrespondierender Inferenzen
Die von Edward E. Jones und Keith Davis entwickelte Theorie korrespondierender Inferenzen ist eine Attributionstheorie aus dem Bereich der Sozialpsychologie und beschäftigt sich damit, wie Beobachter einer Handlung auf eine Disposition des oder der Handelnden schließen. Ziel des Attributionsprozesses ist die Feststellung, ob ein beobachtetes Verhalten und die Absicht, die zu diesem Verhalten geführt hat, mit einer zugrundeliegenden, stabilen Eigenschaft der Person korrespondiert. Dieser Prozess der Schlussfolgerung beinhaltet zwei Stadien:
1. Attribution der Absicht („Hat der Beobachtete es mit Absicht getan?“)
Damit der Beobachter annehmen kann, dass die Handlung beabsichtigt war, setzt er voraus, dass die Konsequenzen der Handlung bekannt waren und die Fähigkeit (z. B. körperliche Kraft) vorhanden war.
2. Die Attribution von Disposition („Welche Persönlichkeitseigenschaften haben ihn dazu veranlasst?“)
Zentralen Einfluss hat die Meinung des Beobachters, ob auch andere Personen so handeln würden, das heißt, ob sie im Sinne der sozialen Erwünschtheit handeln. Je sozial unerwünschter die Konsequenzen sind, desto stärker fallen die Schlussfolgerungen aus. Der Beobachter attribuiert eine Absicht hinter dem anstößigen Verhalten, die auf ein persönliches Merkmal zurückzuführen ist. Allerdings verleiten nur Handlungen, die sozial unerwünscht sind, zu Annahmen über den Handelnden.
Dabei unterliegt die Attribuierung auf eine konkrete Ursache einem Prozess, der in mehrere Schritte aufgeteilt ist:
1. Zunächst wird abgeschätzt, welche möglichen Alternativen es für eine Handlung gab und welche Effekte diese Alternativen hätten; diese werden quasi in einer Art mentalen Liste zusammengetragen.
2. Nun werden gemeinsame Effekte aus dieser Liste gestrichen, da sie nicht ausschließlich ursächlich waren. Wenn verschiedene Ursachen gemeinsame Effekte haben, dann ist die Wahl einer bestimmten Ursache nicht auf diesen gemeinsamen Effekt zurückzuführen; sondern vielmehr muss etwas anderes den Ausschlag für die Entscheidung gegeben haben.
3. Nun treten Abwertungsprinzipien und Aufwertungsprinzipien in Kraft, die den Wert verschiedener Ursachen beeinflussen. Dieses Prinzip der Auf- bzw. Abwertung findet sich auch in anderen Attributionstheorien wieder – etwa bei Kelleys Kovariationsmodell.
  1. Aufwertungsprinzip: Stellt sich der Erreichung eines Effektes ein Hindernis entgegen, das die Zielerreichung erschwert, so wird die Ursache, die für diesen Effekt verantwortlich ist, aufgewertet und gewinnt im Attributionsprozess an Bedeutung.
  2. Abwertungsprinzip: Gibt es mehrere Ursachen für einen Effekt, so werden die einzelnen Ursachen in ihrer Bedeutung abgeschwächt.

Ferner gibt es noch andere Einflüsse auf den Attributionsprozess, etwa den der Wahlfreiheit und den der sozialen Erwünschtheit.

### Wahlfreiheit
Besteht bei den Handlungsalternativen keinerlei Wahlfreiheit, so gewinnt der Beobachter hieraus keinerlei Informationen. Wird die Wahlfreiheit dagegen nicht eingeschränkt, so tendieren Beobachter dazu, das gezeigte Verhalten stärker auf Dispositionen zurückzuführen als dies bei nicht bestehender Wahlfreiheit der Fall wäre.
Empirische Belege hierfür lieferte ein Experiment, bei dem Versuchspersonen einen Aufsatz über Fidel Castro bewerten sollten. Der einen Gruppe wurde gesagt, dass der Autor gezwungen wurde, den Aufsatz zu schreiben und sich für Fidel Castro auszusprechen.
Der anderen Gruppe wurde gesagt, dass sich der Autor aus freien Stücken für seine Pro-Haltung entschied. Der Aufsatz mit der freiwilligen Haltung wurde nun als extremer eingeschätzt als der Aufsatz mit der gezwungenen Haltung. Gleiche Belege gab es bei einem Aufsatz, der sich gegen Fidel Castro aussprach.

### Soziale Erwünschtheit
Wird eine Handlung ausgeführt, weil sie in der Situation erwünscht ist, so beurteilen Beobachter diese Handlung eher als weniger extreme Einstellung des Handelnden. Wird die Handlung jedoch entgegen sozialen Konventionen durchgeführt, so wird die Disposition des Handelnden von Beobachtern als extremer eingestuft.
Auch hierfür gibt es empirische Befunde. Es sei auf einen Versuch mit vermeintlichen Bewerbern als Astronauten und U-Bootkapitänen verwiesen, bei dem Versuchspersonen ein vermeintliches Vorstellungsgespräch beurteilen sollten und diejenigen Kandidaten als extremer in ihren Einstellungen sahen, die sich einem vorgegebenen Rollenwunsch widersetzten.